# Alessandro Corona
Alessandro Corona, född den 9 januari 1972 i Ortona i Italien, är en italiensk roddare.
Han tog OS-brons i scullerfyra i samband med de olympiska roddtävlingarna 1992 i Barcelona.